# 외이스튀를란드
외이스튀를란드(아이슬란드어: Austurland, 외이스트피르디르, 아이슬란드어: Austfirðir)는 아이슬란드의 8지역 중 하나로 동쪽에 있다. 면적은 22,721 km2이며 2007년 기준으로 인구는 15,300명이다. 이 지역에의 가장 큰 도시는 에이일스타디르로 약 2300명이 살고 있다. 외이스트피르디르에서 가장 오래된 도시는 세이디스피외르뒤르로 1895년에 세워졌으며 2009년 기준으로 인구는 706명이다. 일주일에 한번씩 아이슬란드와 유럽 대륙 사이를 오가는 카 페리가 세이디스피외르뒤르에 선다.